# 西尾弘之
西尾 弘之（にしお ひろゆき、1954年10月18日 - ）は、日本の実業家である。北海道出身。
1978年に室蘭工業大学工学部を卒業し、不二紙工（現リンテック）に入社した。アメリカの窓ガラスメーカー・マディコへの出向や経営企画室などを経て、2010年取締役経営企画室長に就任した。さらに、2014年4月から代表取締役社長に就任している。

## 経歴
- 1978年 - 室蘭工業大学工学部開発工学科卒業[1]。同年、リンテック株式会社入社。
- 2008年 - 経営企画室長代理に就任[1]。
- 2010年 - 取締役経営企画室長に就任[1]。
- 2011年 - 取締役常務執行役員経営企画室長、CSR推進室長に就任[1]。
- 2013年 - 取締役常務執行役員経営企画室長、CSR推進室長、コスト改革本部管掌に就任[1]。
- 2014年 - 代表取締役社長に就任[2]。